# 地理関係一覧の一覧
地理関係一覧の一覧（ちりかんけいいちらんのいちらん）は、世界、日本地理に関係する一覧の項目をさらに一覧にしたものである。

## 世界地理
- 地図投影法の一覧

### 世界地理一般
- 世界各国関係記事の一覧
  - 国歌の一覧
  - 国旗の一覧
  - 国章の一覧
- 国の一覧
  - 国の一覧 (大陸別)
  - 国の人口順リスト
  - 国の人口密度順リスト
  - 国の面積順リスト
  - 国の国内総生産(GDP)順リスト（ppp換算値）
    - 単純為替レートによる算定値順位は、国内総生産を参照

  - 国名コード
  - 首都の一覧
  - 日本が承認していない国一覧
  - 海外領土・自治領の一覧
  - 海外領土・自治領の紋章一覧
  - 国際連合非自治地域の一覧
  - 島国一覧
  - 内陸国一覧
- 100万都市の一覧
- エッジシティの一覧
- 中国行政区分の面積一覧
- 大韓民国の地方行政区画
- 朝鮮民主主義人民共和国の地方行政区画
- イタリアの県の一覧
- 観光地の一覧
  - インドの観光地の一覧
- 満州関係記事の一覧
- 世界遺産の一覧
- 世界の温泉地一覧
- 山脈と山地の一覧
- 山の一覧
- 森林の一覧
- 湖沼の一覧
- 地域別の川の一覧
- 長さ順の川の一覧
- 湾の一覧
- 島の一覧
  - 島の一覧 (面積順)
  - 南極周辺の島の一覧
- 油田の一覧
- 外国地名および国名の漢字表記一覧

### その他
- 消滅した政権一覧
- 条約の一覧
- 通貨の一覧・現行通貨の一覧
  - 記念貨幣一覧

## 日本地理
鉄道、道路も参照

### 地方公共団体・郡
- 日本の地方公共団体一覧
- 都道府県
  - 都道府県の面積一覧
  - 都道府県の人口一覧
- 消滅した郡の一覧・消滅した郡の都道府県別一覧
- 日本の廃止市町村一覧
- 所属郡を変更した町村一覧
- 日本の合成地名一覧
- 都市計画区域の一覧

### 自然
- 火山の一覧 (日本)
- 日本の森林一覧

#### 水辺
- 日本の温泉地一覧
- 日本の海水浴場一覧
- 日本の湖沼一覧
  - 日本の人造湖一覧
- 日本の漁港一覧
- 日本の灯台一覧

#### 河川
- 日本の川一覧
  - 日本の一級河川一覧
  - 日本の準用河川一覧
- 日本の用水路一覧
- 日本の排水路一覧
- 日本の運河一覧
- 日本の放水路一覧
- 日本の廃河川一覧

#### 山岳
- 日本の山一覧
  - 日本の山一覧 (高さ順)
- 日本の峠一覧
- 郷土富士
- 日本の鉱山の一覧

#### 島
- 日本の島の一覧

### 地形
- 日本の高原一覧
- 日本の湿原一覧
- 日本の台地一覧
- 日本の丘陵一覧
- 日本の峡谷・渓谷一覧
- 日本の段丘一覧

#### 日本地理その他
- 日本の陶磁器産地一覧
- 日本国指定名勝の一覧
- 地質・鉱物天然記念物一覧
- 日本の観光地の一覧

日本百名山及び名水百選は、百選・三大一覧を参照

## 地球外
- 地球外の地形の一覧